# Christoph von Keller
Pour les articles homonymes, voir Keller.
Dorotheus Ludwig Christoph baron von Keller, à partir de 1789, comte von Keller, (né le 19 février 1757 à Gotha et mort le 22 novembre 1827 à Stedten an der Gera) est un homme politique prussien.

## Biographie
Keller est le fils du ministre de Saxe-Gotha baron Christoph Dietrich von Keller. La famille Keller (de) est originaire du duché de Wurtemberg. Après sa scolarité - principalement enseigné par des tuteurs – Keller étudie le droit aux universités de Göttingen et de Strasbourg.
Immédiatement après avoir terminé avec succès ses études, Keller est nommé au Conseil de légation de Prusse en 1777. À ce titre, il travaille de 1779 à 1785 comme envoyé à la cour de Suède à Stockholm, de 1786 à 1789 à la cour de Russie à Saint-Pétersbourg. Une scène avec le vice-chancelier comte Ivan Osterman (1725-1811) et une insulte - réelle ou supposée - à l'impératrice Catherine conduisent finalement à son rappel de Russie à la demande russe.
Le roi Frédéric-Guillaume II le dédommage en 1789 en lui accordant le statut de comte prussien et en le nommant envoyé à La Haye, où Keller travaille de 1790 à 1795. Chassé de là par les envahisseurs français en janvier 1795, il séjourne à Holstein et dans son domaine de Stedten près d'Erfurt.
Nommé en avril 1797 ambassadeur auprès de la cour impériale d'Autriche à Vienne, il reste à ce poste jusqu'en 1805, date à laquelle des difficultés financières le poussent à demander sa démission, que lui accorde le roi Frédéric-Guillaume III le 28 mai 1805.
En 1805, il se retire dans son domaine de Stedten et est actif - en raison d'autres possessions - après 1807 dans l'Assemblée des États du royaume de Westphalie.
Depuis sa jeunesse, von Keller est connu du prince-primat Charles-Théodore de Dalberg, qui l'engage après avoir quitté le service prussien. Au nom de Dalberg, Keller participe à l'organisation du Congrès des princes d'Erfurt et y assiste par la suite. En 1811, Keller agit comme ambassadeur spécial de Dalberg à Paris, devenu entre-temps grand-duc de Francfort par la grâce de Napoléon. Après la fin du Grand-duché de Francfort, Keller entre au service de l'électeur de Hesse et représente le grand-duché de Hesse au Congrès de Vienne. En 1815, l'Académie des sciences d'utilité publique d'Erfurt accepte Keller comme membre et comme président, Keller remplace le baron Karl Friedrich von Dacheröden (de).
Après la fin des guerres napoléoniennes, Keller retourne au service prussien et devient en 1816 le premier président du district d'Erfurt, mais il démissionne en 1817. Il reste l'envoyé prussien auprès des cours de Thuringe.

## Famille
Keller est marié depuis 1790 avec Amalie (1771-1853), fille du comte Christian Ludwig Casimir zu Sayn-Wittgenstein-Berlebourg et sœur du maréchal russe prince Wittgenstein. Leurs enfants sont :
- Gustav Emil Louis (1790 – ?)
- Theodor Ludwig Wilhelm (1791–1860)
- Maria Wilhelmine Luise, mariée Barjatinski (1792–1858)
- Ivan Gustav Friedrich Alexander (1801–1879)
- Gustav Ludwig Emil (de) (1805–1897), député du Parlement de Francfort, administrateur de l'arrondissement de Mersebourg (de)